# Küttiger Rüebli

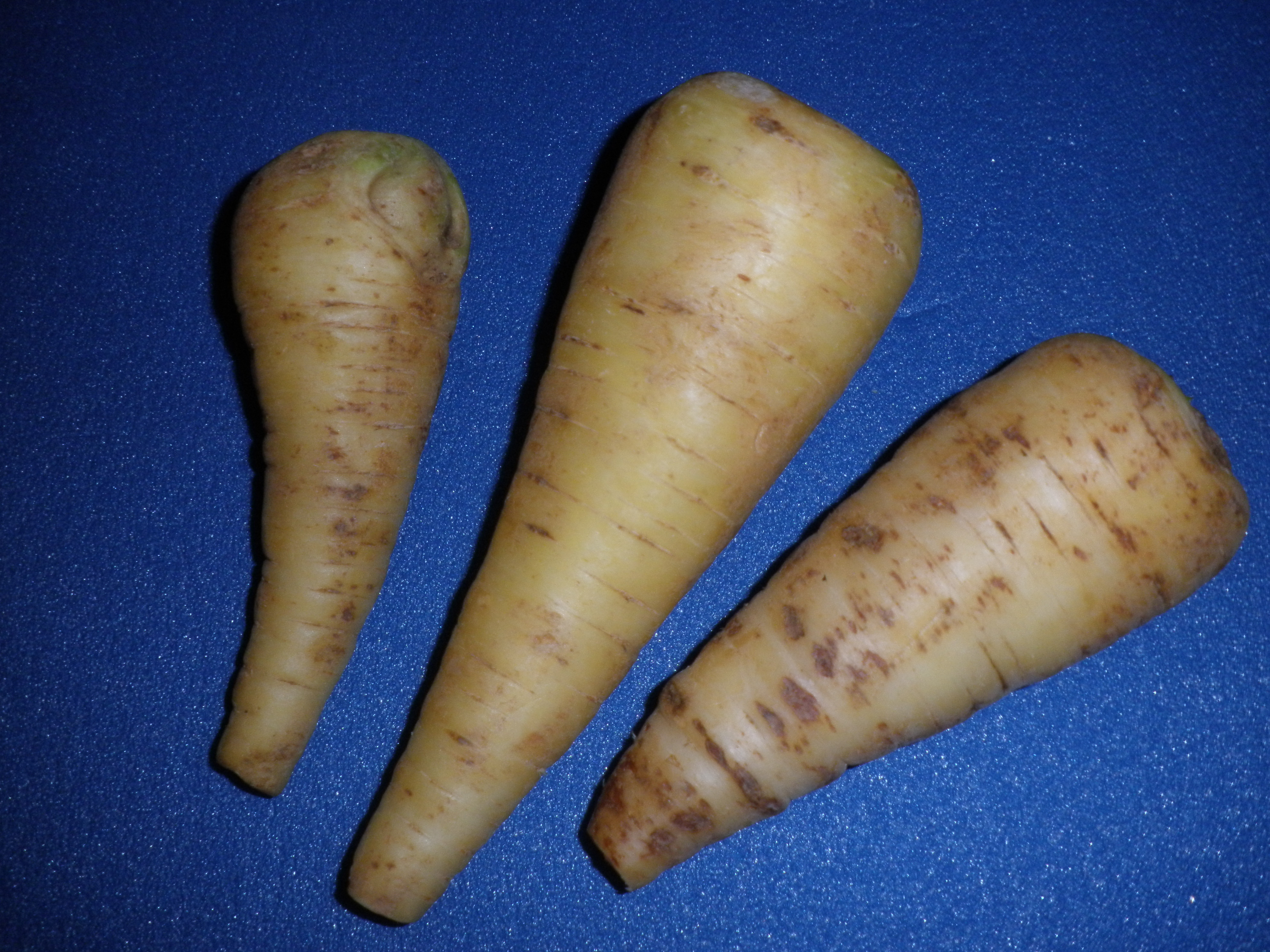
Küttiger Rüebli

Küttiger Rüebli sind eine alte, robuste Schweizer Karottensorte, die ursprünglich aus dem Aargauer Dorf Küttigen stammt. Sie gehören zum Sortiment von ProSpecieRara.
Küttiger Rüebli sind eher gross, von konischer Form und weisser Farbe. Ihr Geschmack ist aromatisch, erdig und kaum süss. 

## Geschichte
Das Dorf Küttigen war schon im 19. Jahrhundert für sein Gemüse bekannt, das regelmässig am Aarauer Wochenmarkt verkauft wurde.
Im traditionellen Anbau wurden die Rüebli im Winter über die Wintergerste gesät. Nachdem die Gerste mit der Sense geerntet worden war, wurden die zu diesem Zeitpunkt etwa 15 cm hohen Karottenpflanzen mit der Hacke ausgedünnt und hatten nun bis zur Ernte im Oktober oder November genügend Platz und Licht. Aus dieser Anbauart kamen sie zu ihrem früheren Namen "Gerstenrüebli". 
Nachdem die Küttiger Rüebli im zwanzigsten Jahrhundert fast vergessen gegangen waren, wurden sie in den 1970er Jahren als eigenständige Sorte "entdeckt". Seit 1978 kümmert sich der Küttiger Landfrauenverein um die Vermehrung und Erhaltung der Art.

## Anbau
Heute werden die Küttiger Rüebli nach den Eisheiligen in Reihen ausgesät und Ende Oktober oder Anfang November geerntet. Am Rüeblimarkt, der in Aarau am ersten Mittwoch im November abgehalten wird, werden etwa 900 kg verkauft, die in der Regel sehr schnell Käufer finden. Hin und wieder kann man Küttiger Rüebli auch in einem Bioladen, auf einem regionalen Wochenmarkt oder bei einem Grossverteiler finden.
Das Saatgut wird von den Küttiger Bäuerinnen selbst hergestellt, wobei stark selektioniert wird, da immer die Möglichkeit besteht, dass wilde Möhren der Umgebung eingekreuzt wurden. Die schönsten Rüebli von mittlerer Grösse mit nur einer Wurzel werden ausgewählt. Das Laub wird bis auf wenige Millimeter abgeschnitten und die Samenrüebli werden nach der Ernte in ein Erdloch gelegt, das mit Walnusslaub ausgelegt wurde, um Mäusefrass zu verhindern. Im März werden die Samenrüebli in den Garten gepflanzt, treiben aus und bilden Blüten und Samen. Die reifen Samendolden werden zu Sträussen gebunden und bis zum nächsten Frühjahr zum Trocknen aufgehängt.
Es wird berichtet, dass die Küttiger Rüebli früher zusammen mit Hafer in Feldern angebaut wurden, sodass diese beiden gleichzeitig geerntet werden konnten.

## Kulinarische Verwendung
Früher wurden die Küttiger Rüebli als Pferdefutter bis nach Zürich verkauft.
Auf dem Land galten die Rüebli oft als Armeleuteessen. Sie wurden verwendet, um in einem Eintopf die Kartoffeln zu strecken. Sie wurden im Dorf als Saure Rüben eingemacht, und während des Winters zusammen mit Blut- und Leberwürsten oder mit Apfelkompott gegessen. Eine andere Art der Konservierung war das Dörren, wobei die gekochten Rüebli in Stängelchen geschnitten und dann auf dem Ofen gedörrt wurden. 
Heute werden Küttiger Rüebli als Spezialität in mundgerechten Stücken gedämpft und mit Salz, Pfeffer, Knoblauch und Zwiebeln gewürzt. Zusammen mit grünem Speck und kleinen Kartoffeln entsteht daraus ein Eintopfgericht.

## Weblink
- Küttiger Rüebli in der Datenbank von Kulinarisches Erbe der Schweiz

## Referenzen
1. ↑  Weaver, William Woys (2000): 100 vegetables and where they came from, Algonquin Books of Chapel Hill, Chapel Hill, N.C., Page 129.
2. ↑  Brachart, Kurt: "Mein Appetit-Lexikon – Eine Warenkunde für Genießer", Haymon Verlag, 2013, ISBN 9783709974575, ISBN 3709974577, Google books.